# Maurits van Praag
Maurits van Praag (geboren am 22. Dezember 1892 in Amsterdam; gestorben am 31. August 1943 im Deutschen Reich) war ein niederländischer Theaterschauspieler.

## Leben
Van Praag führte viele Jahre lang ein eher unauffälliges Künstlerleben an kleinen und mittelgroßen Bühnen seiner niederländischen Heimat. Seit Mitte der 1920er Jahre ist er an der Schouwtoneel von Amsterdam und in kleinen Ensembles wie „Het Masker“ und „Gezelschap Jan Musch“ nachzuweisen. Als Jude war der gebürtige Amsterdamer seit der Besetzung der Niederlande durch die deutsche Wehrmacht hochgradig gefährdet. Er geriet in völlige Isolation und wurde schließlich von der Besatzungsmacht in das Durchgangslager Westerbork verbracht. 
Mit dem Transport vom 5. Oktober 1942 verschleppte man van Praag in Richtung Osten, wohl mit dem KZ Auschwitz als Zielort. Auf einer Zwischenstation in Cosel (Schlesien) wurde der Schauspieler aus dem Zug geholt. Es wird angenommen, dass Maurits van Praag in ein kleines, zwischen Cosel und Auschwitz gelegenes Arbeitslager deportiert wurde und dort Ende August 1943 unter ungeklärten Umständen ums Leben kam. Van Praag hatte vier ältere Geschwister, von denen zwei am plötzlichen Kindstod verstarben. Sein 14 Jahre älterer Bruder Meijer van Praag wurde im Dezember 1942 in Auschwitz ermordet.